# Adelphi (Ohio)
Pour les articles homonymes, voir Adelphi.
Adelphi est un village américain situé dans le comté de Ross, dans l'Ohio. Selon le recensement de 2010, sa population est de 380 habitants.